# 어게인 1997
"어게인 1997"는 2024년에 개봉 예정인 대한민국의 영화이다.

## 캐스팅

### 주연
- 조병규: 우석 역
- 한은수: 지민 역
- 구준회: 봉균 역
- 최희승: 지성 역

### 조연
- 박철민
- 이미도
- 김다현: 40대 우석 역